# 9220 Yoshidayama
9220 Yoshidayama eller 1995 XL1 är en asteroid i huvudbältet som upptäcktes den 15 december 1995 av den japanska astronomen Takao Kobayashi vid Ōizumi-observatoriet. Den är uppkallad efter Yoshidayama.
Den tillhör asteroidgruppen Vesta.